# Leuris Pupo
Leuris Pupo (n. 9 aprilie 1977, Holguín, Cuba) este un trăgător de tir ce a reprezentat Cuba, medaliat olimpic. A participat la 6 ediții ale Jocurilor Olimpice (2000, 2004, 2008, 2012, 2016, 2020) în care a câștigat o medalie de aur.